# Adunarea Națională de la Blaj

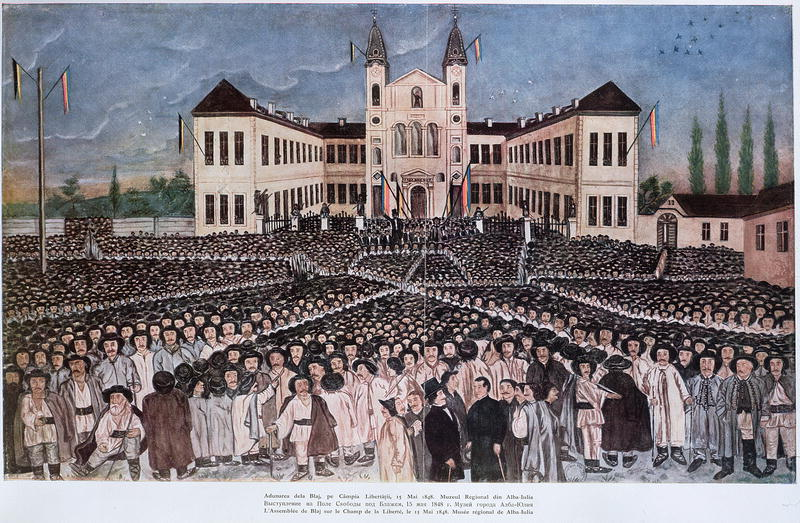
Adunarea de la Blaj, sub drapeluri ale Casei de Habsburg (negru-galben) și tricoloruri românești

Adunarea Națională de la Blaj a fost o adunare a românilor din Transilvania, care a avut loc în data de 15 mai 1848 în timpul Revoluției Române de la 1848, cu participarea a 30.000-40.000 de persoane. Proclamația adoptată la Blaj cerea împăratului Ferdinand I al Austriei desființarea iobăgiei, libertatea tiparului, înființarea unor instituții de învățământ în limba română etc.

## Cauze
Dezideratul revoluționarilor maghiari de unire a Marelui Principat al Transilvaniei cu Regatul Ungariei a stârnit un val de nemulțumire printre români, în special printre românii transilvăneni, care au considerat necesară o întrunire națională în care să discute problemele lor de interes național și propunerea lor printr-o petiție către împărat.

## Desfășurarea adunării
Împăratul a fost de acord să fie ținute două întâlniri în funcție de religie, dar românii au decis că nu era nevoie de o astfel de separare. La locul adunării au fost trimiși doi comisari împreună cu o mică armată pentru a asigura ordinea. Aceștia au constatat după adunare că românii s-au comportat exemplar și nu a fost nevoie de vreo intervenție a forțelor de ordine. După ce românii transilvăneni întruniți la Blaj au declarat că sunt loiali Imperiului Austriac, au depus un jurământ în acest sens deși nu au fost obligați. Apoi au început discuțiile cu privire la problemele de interes național, în final adoptându-se petiția care a fost trimisă la împărat prin episcopul Andrei Șaguna.
Președinți ai adunării au fost episcopii Andrei Șaguna și Ioan Lemeni, iar vicepreședinți Simion Bărnuțiu și George Barițiu. Secretar al adunării a fost canonicul Timotei Cipariu.